# Red Sonic Underwear
Red Sonic Underwear är industrirockbandet Peace, Love and Pitbulls andra album, utgivet 1994.

## Låtlista
Samtliga låtar skrivna av Joakim Thåström och Hell, om annat inte anges.
1. "Itch" - 0:26
2. "Das neue Konzept" - 4:28
3. "Warzaw" - 4:25
4. "2000 Ways of Gettin' Drunk" (Thåström, Hell, Richard Sporrong) - 4:01
5. "G.O.D. (On Vacation)" - 3:51
6. "Animals" - 3:57
7. "His Head Is Spinnin' Off" - 6:06
8. "Good Morning" - 0:43
9. "War in My Livin' Room" - 2:55
10. "Discussing the Artist in Pain" - 0:50
11. "Pig Machine" - 3:54
12. "Skinny and White" - 5:11
13. "The Other Life Form" - 4:43
14. "The Complete Guide (Immitating a Bulldozer on a 24 Track Tapemachine)" - 6:51
15. "Endless Masturbation" - 6:10

## Medverkande
- Joakim Thåström - sång, sampling
- Hell - sampling, programmering
- Richard Sporrong - gitarr, bas
- Peter Puders - feedback, gitarr